# 新島襄

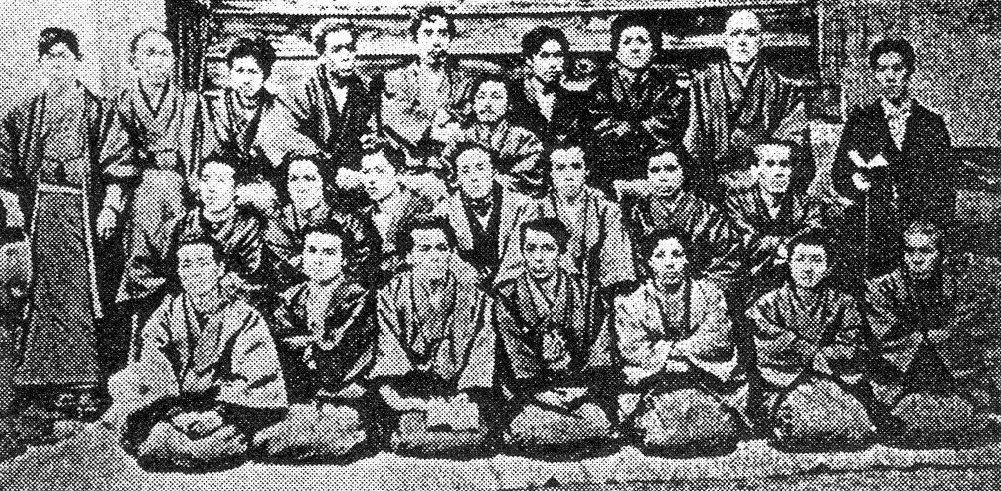
新島第一次受洗的安中教會的 30 名成員（明治11年 3 月 30 日）

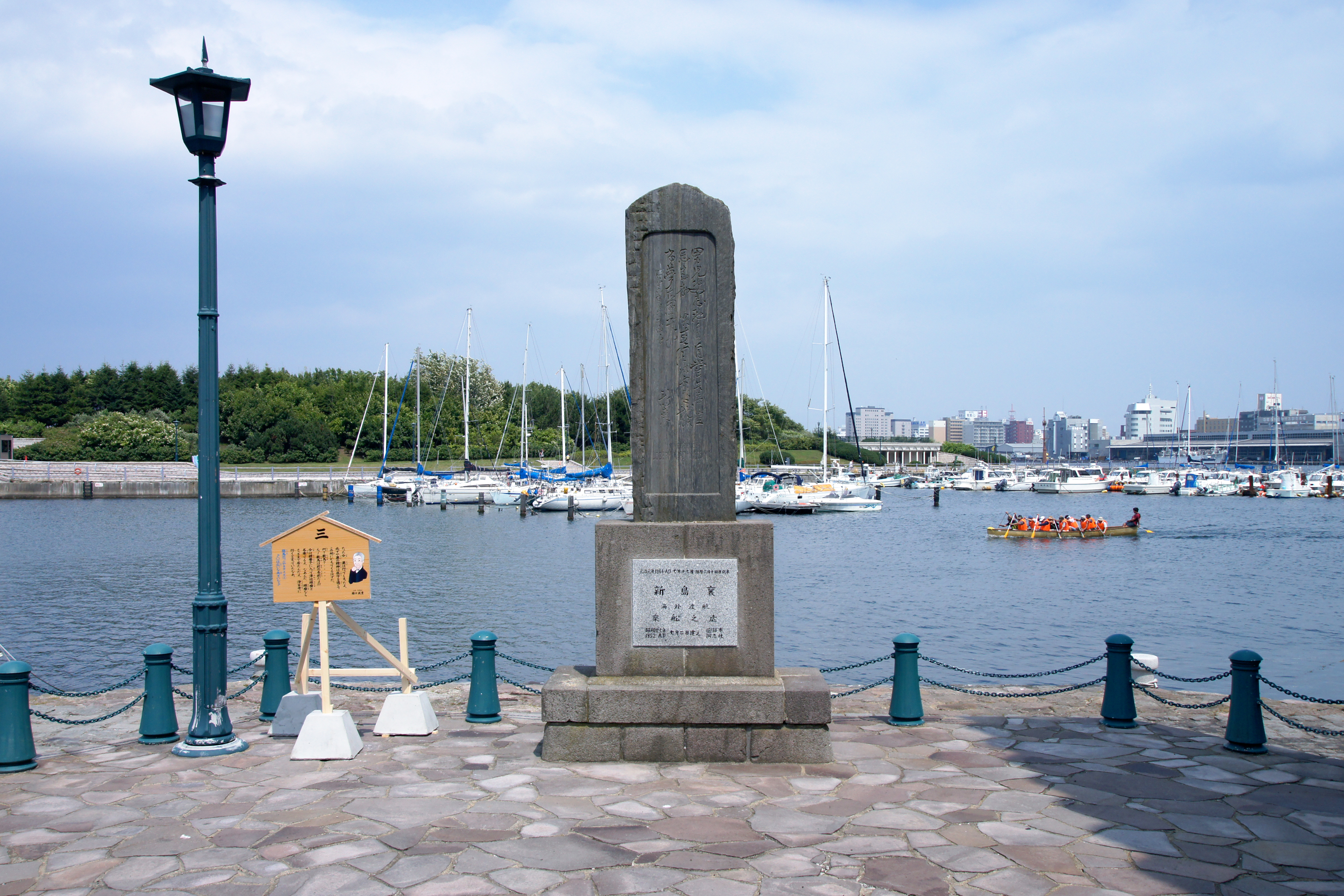
新島襄海外渡航紀念碑

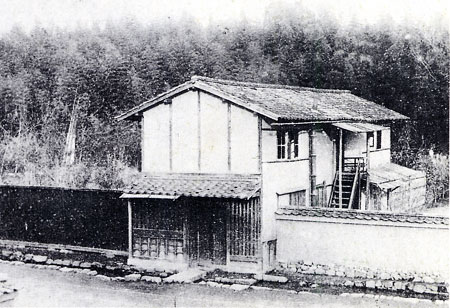
同志社英学校設立

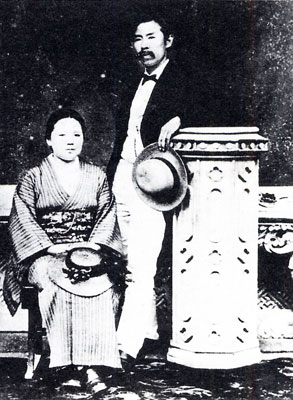
新島襄跟新島八重跟結婚拍的照片

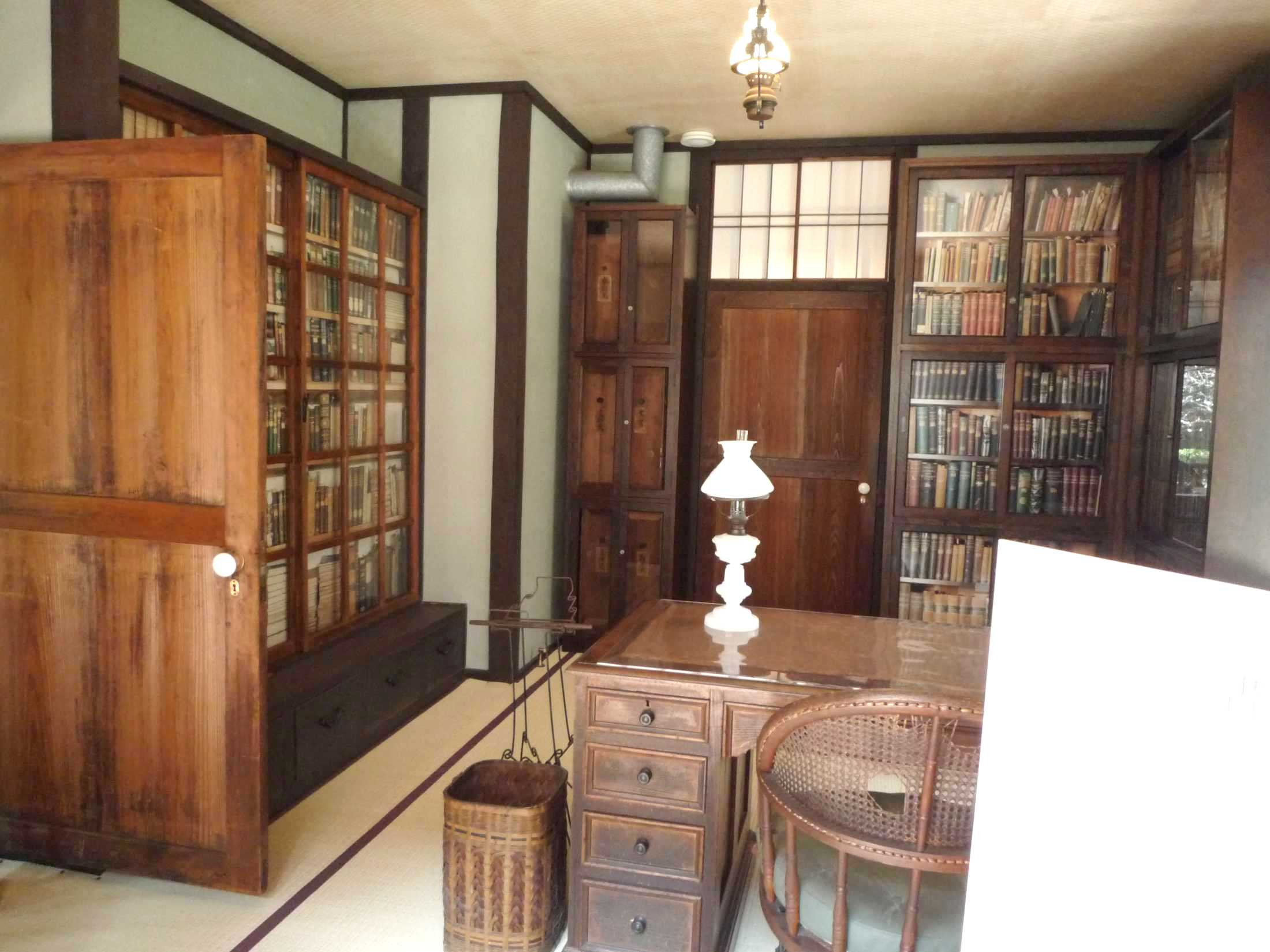
新島襄的書房

新島襄 (1843年—1890年) 是日本明治時代教育家、新教徒、從四位受位者。

## 生平
生于江户。1870年從阿默斯特學院畢業，1872年擔任岩倉使節團的翻譯。1875年在京都府成立同志社英学校，他是新島八重的丈夫。1950年，新島襄登上了當時日本發行的郵票的版面。